# Leptogomphus divaricatus
Leptogomphus divaricatus – gatunek ważki z rodziny gadziogłówkowatych (Gomphidae).